# Paszena Bałka
Paszena Bałka (ukr. Пашена Балка) – wieś na Ukrainie, w obwodzie dniepropetrowskim, w rejonie dnieprzańskim, w hromadzie Mykołajiwka. W 2001 liczyła 378 mieszkańców.